# Emil Henriques
Emil Henriques (* 19. Dezember 1883 in Norrköping; † 19. November 1957 in Stockholm) war ein schwedischer Segler.

## Erfolge
Emil Henriques, der Mitglied im Kungliga Svenska Segelsällskapet war, gewann bei den Olympischen Spielen 1912 in Stockholm als Crewmitglied in der 8-Meter-Klasse die Silbermedaille. Bei der in Nynäshamn stattfindenden Regatta gelang dem finnischen Boot Lucky Girl ebenso wie der schwedischen Sans Atout, als deren Skipper Bengt Heyman fungierte, in insgesamt zwei Wettfahrten jeweils ein zweiter Platz, sodass es zum Stechen zwischen diesen beiden Booten kam. In diesem setzte sich die Sans Atout durch, zu deren Crew außerdem Alvar Thiel, Herbert Westermark und Nils Westermark gehörten.